# Hans Nielsen Hauge
Hans Nielsen Hauge (3 april 1771 - 29 maart 1824) was een 19e-eeuwse Noorse lutherse lekenpredikant, geestelijk leider, ondernemer, sociaal hervormer en auteur. Hij leidde een bekende piëtistische opwekkingsbeweging, later bekend als de haugeaanse beweging. Hauge wordt ook beschouwd als invloedrijk in de vroege industrialisatie van Noorwegen.

## Biografie
Hans Nielsen Hauge werd geboren als vijfde van tien kinderen. Hij groeide op in een boerengezin in het plaatsje Tune, ten noordoosten van de hoofdstad Oslo. Dit heette toen nog Christiania en Noorwegen viel destijds onder de Deense Kroon. 
Net als heel veel kinderen in die tijd ging hij alleen naar de lagere school. Catechisatielessen kreeg hij van de dominee Gerhard Seeberg. Die stimuleerde hem om veel te lezen. Zo las Hauge in zijn jeugd al veel boeken van bijvoorbeeld Maarten Luther en de Deense bisschop Pontoppidan. In zijn jeugdtijd is hij twee keer gered van de verdrinkingsdood. Hauge ervaarde dit als een bewaring van God. 
In april 1796 kreeg hij een merkwaardige beleving terwijl hij het land van zijn vader aan het ploegen was. Dit wordt gezien als zijn geestelijke wedergeboorte. Zelf omschrijft hij het als het zien van Gods liefde en heerlijkheid. Hierna voelde hij een sterke roeping om te gaan rondreizen en zijn boodschap van bekering en wedergeboorte aan de bevolking te brengen. In de herfst van 1796 begon Hauge als lekenprediker. In de daaropvolgende jaren reisde Hauge - meestal te voet - door grote delen van Noorwegen. Zo is hij in Bergen en Trondheim geweest. Hij hield veel opwekkingsbijeenkomsten, vaak na kerkdiensten van de lutherse kerk. 
Naast zijn religieuze werk gaf hij praktisch advies; zo moedigde hij het bouwen van nederzettingen in Noord-Noorwegen aan. Ook schreef hij enorm veel. In 18 jaar heeft hij 33 boeken geschreven. Geschat wordt dat toentertijd 100.000 Noren een of meer van zijn boeken heeft gelezen, in een tijd waarin ongeveer 900.000 mensen konden lezen en schrijven. Zijn eerste boek "Beschouwing over de dwaasheid der wereld" schreef hij op 25-jarige leeftijd. 
Er was toen geen vrijheid van godsdienst. Religieuze bijeenkomsten waren alleen toegestaan als er predikant van de Noorse kerk aanwezig was. Daarom werden hij en zijn volgelingen vervolgd. Hauge is tussen 1794 en 1811 wel 14 keer gearresteerd op beschuldiging van hekserij, overspel en het schenden van de Conventikel-wet van 1741. 
In 1811 werd Hauge vrijgelaten omdat hij al jaren had vastgezeten zonder veroordeling. Twee jaar na zijn vrijlating werd hij alsnog veroordeeld maar ging Hauge onmiddellijk in hoger beroep. In 1814 werd Hauge veroordeeld voor het aanzetten tot samenscholing, het overtreden van het conventikelverbod en het beschuldigen van kerkelijke leiders. Zijn straf was een boete van duizend rijksdaalders te betalen aan de armenkas van Christiania. Dit bedrag is in een korte tijd door de vele vrienden van Hauge bijeen gebracht. 

## Leven na zijn vrijlating
Na zijn vrijlating uit de gevangenis in 1811 ging hij aan de slag als boer en industrieel in Bakkehaugen bij Christiania (nu Oslo). Vier jaar laten, in 1815, trouwde hij met Andrea Andersdaater. In hetzelfde jaar overleed zij in het kraambed. In 1817 trouwde hij met Ingeborg Marie Olsdatter.
In totaal kreeg hij vier kinderen waarvan er drie al heel jong overleden. Zijn overlevende zoon Andreas Hauge werd priester in de Noorse kerk en lid van het Noorse parlement.
De jaren gevangenschap hadden Hauges gezondheid geen goed gedaan. In 1824 overleed hij op 53-jarige leeftijd.

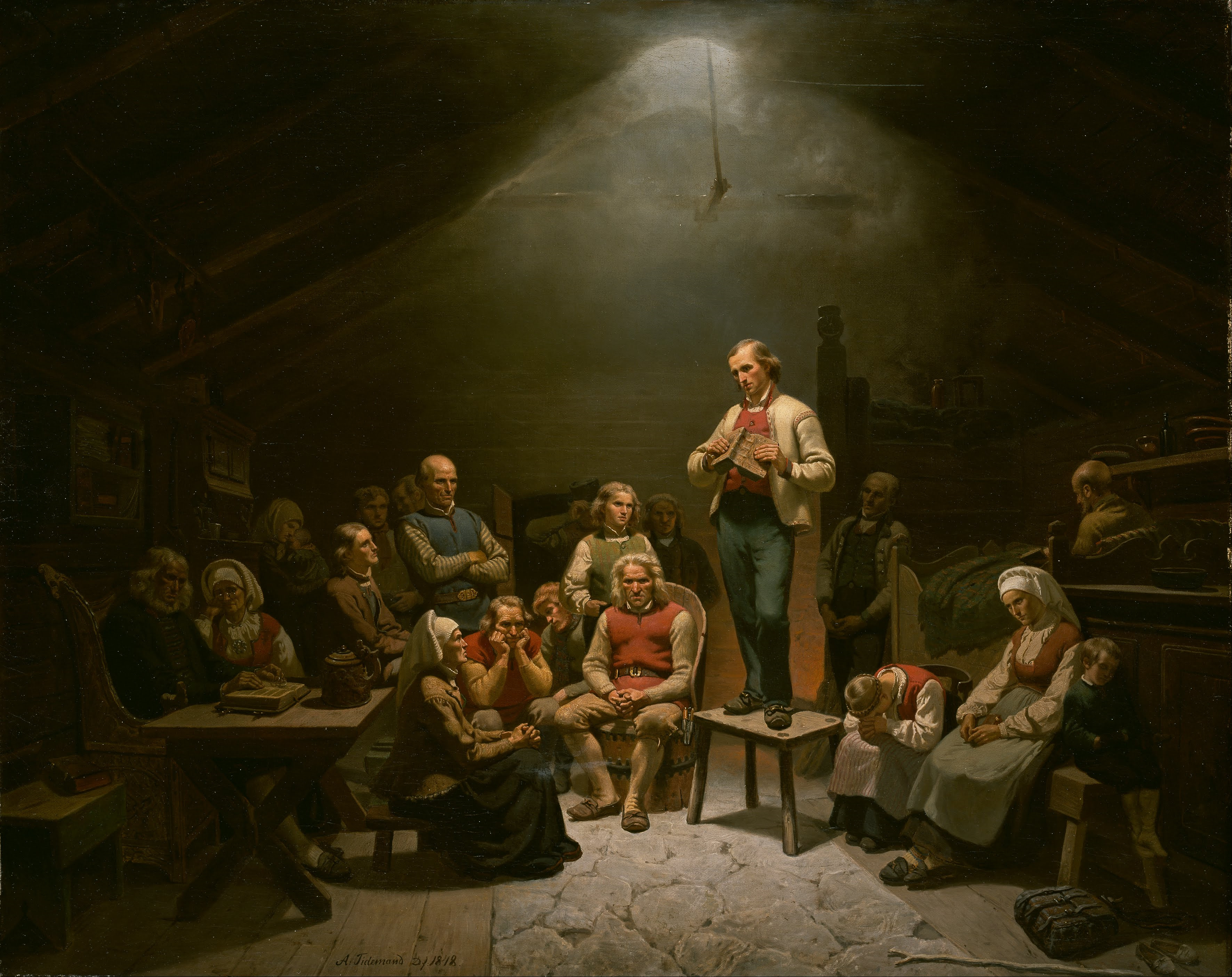
Een bijeenkomst met Hans Nielsen Hauge door Adolph Tidemand (1848-1852)

Na zijn overlijden ging het werk dat Hauge en zijn vrienden begonnen hadden door. Het predikerswerk, diaconale en maatschappelijk werk werd verder uitgebouwd. Hierdoor kreeg de beweging een blijvende invloed binnen en buiten de Noorse staatskerk. 
Veel volgelingen van Hauge zijn naar Amerika geëmigreerd. Daardoor heeft hij ook invloed gehad op de ontwikkeling van de Lutherse kerk in Amerika. Zo had de Lutherse Kerk in Amerika een Hauge Synode. Op 29 maart wordt Hauge herdacht op de liturgische kalender van de Evangelisch-Lutherse Kerk in Amerika als een van de vernieuwers van de kerk.
Zijn verzet tegen het religieuze en seculiere establishment gaf een stem aan de gewone mensen. Het maakte de weg vrij voor de ontwikkeling van een liberale en democratische traditie in Noorwegen. Zijn pleidooi om op te komen voor de  gewone mensen werd extra belangrijk toen de industriële revolutie plaatsvond in Noorwegen. Zo is Hauge behalve voor religieus Noorwegen ook voor seculier Noorwegen van waarde geweest.

## Film en herinneringen
In 1961 kwam de Noorse film Hans Nielsen Hauge over het leven van Hauge. De film is geregisseerd door Bjørn Breigutu met Per Sunderland in de hoofdrol. Het is grotendeels opgenomen in Fredrikstad. De film benadrukt dat Hauge onterecht werd vervolgd; en dat de autoriteiten uiteindelijk tot de conclusie kwamen dat hij niets strafbaars had gedaan.
De Brunstad Christian Church in Noorwegen maakte in 2017 als eerste een musical over het leven Hans Nielsen Hauge.
Monumenten ter nagedachtenis van Hauge staan:
- Bij de Uranienborg Kerk in Oslo staat het grootste standbeeld van Hauge in Noorwegen.
- Een nog groter standbeeld staat buiten Concordia College in Minnesota in de Verenigde Staten van Amerika
- Het oudste monument is het graf in de Gamle Aker kerk op St. Hanshaugen in Oslo.
- Kringlebotn Sødal is een gedenkschilderij in de kathedraal van Hamar. Het altaarstuk toont Jezus Christus in het midden, Maria aan de ene kant en Hans Nielsen Hauge aan de andere kant. Henrik Sørensen schilderde het in de jaren '50.
- Op Haugesminde in Fredrikstad, de boerderij waar hij opgroeide, is in 2021 bezoekerscentrum geopend.

- Bibsys: 90135247
- Bibliothèque nationale de France: cb136077080 (data)
- Gemeinsame Normdatei: 118709119
- International Standard Name Identifier: 0000 0000 5034 9762
- Library of Congress Control Number: n79060694
- MusicBrainz: 1a57c101-1146-481e-9d9d-5b11d8d608fa
- Bibliotheek van het Japanse parlement: 00620798
- Nederlandse Thesaurus van Auteursnamen: 070537984
- LIBRIS: 234817
- SNAC: w6zs31zj
- Système universitaire de documentation: 117544884
- Virtual International Authority File: 3265408
- WorldCat: E39PBJrcghPhfJx7jQfFr7hj4q